# Віктор Феррейра
Ві́ктор Ферре́йра (ісп. Victor Ferreyra, нар. 24 лютого 1964) — аргентинський футболіст, що грав на позиції нападника.
Виступав, зокрема, за клуби «Расинг» (Кордова) та «Архентінос Хуніорс», а також національну збірну Аргентини.

## Клубна кар'єра
У дорослому футболі дебютував 1984 року виступами за команду клубу «Расинг» (Кордова), в якій провів чотири сезони, взявши участь у 95 матчах чемпіонату. Більшість часу, проведеного у складі кордовського «Расинга», був основним гравцем атакувальної ланки команди. Своєю грою за цю команду привернув увагу представників тренерського штабу клубу «Сан-Лоренсо», до складу якого приєднався 1988 року. Відіграв за команду з Буенос-Айреса наступні три сезони своєї ігрової кар'єри. Граючи у складі «Сан-Лоренсо» також здебільшого виходив на поле в основному складі команди.
1991 року уклав контракт з клубом «Данді Юнайтед», у складі якого провів наступні два роки своєї кар'єри гравця. Запам'ятався тим, що в матчі проти «Данді» здійснював плювки на Джима Даффі.
Згодом з 1993 по 1995 рік грав у складі команд клубів «Міцубісі Моторс», «Бельграно», «Естудьянтес» та «Тальєрес».
З 1995 року один сезон захищав кольори команди клубу «Архентінос Хуніорс». 
До складу клубу «Дуглас Хейг» приєднався 1997 року. Відтоді встиг відіграти за нього 23 матчі в національному чемпіонаті. В складі цієї команди й завершив кар'єру футболіста.

## Виступи за збірну
1991 року дебютував в офіційних матчах у складі національної збірної Аргентини. Загалом провів у формі головної команди країни 2 матчі, забивши 1 гол.

## Статистика

### Клубна
| Виступи за клуб | Виступи за клуб | Виступи за клуб  | Ліга  | Ліга | Кубок                   | Кубок                   | Кубок ліги              | Кубок ліги              | Загалом | Загалом |
| Сезон           | Клуб            | Ліга             | Матчі | Голи | Матчі                   | Голи                    | Матчі                   | Голи                    | Матчі   | Голи    |
| Шотландія       | Шотландія       | Шотландія        | Ліга  | Ліга | Кубок Шотландії         | Кубок Шотландії         | Кубок шотландської ліги | Кубок шотландської ліги | Загалом | Загалом |
| --------------- | --------------- | ---------------- | ----- | ---- | ----------------------- | ----------------------- | ----------------------- | ----------------------- | ------- | ------- |
| 1991/92         | Данді Юнайтед   | Прем'єр-дивізіон | 23    | 5    |                         |                         |                         |                         | 23      | 5       |
| 1992/93         | Данді Юнайтед   | Прем'єр-дивізіон | 7     | 0    |                         |                         |                         |                         | 7       | 0       |
| Японія          | Японія          | Японія           | Ліга  | Ліга | Кубок Імператора Японії | Кубок Імператора Японії | Кубок Джей-ліги         | Кубок Джей-ліги         | Загалом | Загалом |
| 1993            | Міцубісі Моторс | Джей-ліга        | 4     | 0    | 0                       | 0                       | 0                       | 0                       | 4       | 0       |
| Country         | Шотландія       | Шотландія        | 30    | 5    |                         |                         |                         |                         | 30      | 5       |
| Country         | Японія          | Японія           | 4     | 0    | 0                       | 0                       | 0                       | 0                       | 4       | 0       |
| Усього          | Усього          | Усього           | 34    | 5    | 0                       | 0                       | 0                       | 0                       | 34      | 5       |

### У збірній
| національна збірна Аргентини | національна збірна Аргентини | національна збірна Аргентини |
| Рік                          | Матчі                        | Голи                         |
| ---------------------------- | ---------------------------- | ---------------------------- |
| 1991                         | 2                            | 1                            |
| Загалом                      | 2                            | 1                            |